# 多布里亞尼 (利維夫區)
49°45′0″N 23°30′20″E / 49.75000°N 23.50556°E
多布里亞尼（羅馬化：Dobriany）是烏克蘭西部村落，隸屬利沃夫州利維夫區，始建於1437年，面積0.32平方公里，海拔高度250米，2001年人口987，人口密度每平方公里3,094.04人。